# 龍鎮 (峇株巴轄)
龍鎮，是馬來西亞柔佛州峇株巴轄縣峇株巴轄內的一個鎮區，從20世紀90年代初开始發展，由峇株巴轄市議會(MPBP)管轄。此外，該鎮主要從事金融、銀行和商業活動。
以下為位於龍鎮的銀行：
- 國貿銀行
- 渣打銀行
- 伊斯蘭教義銀行
- 阿里芬銀行
- 安聯銀行